# Amerikanske generalpostmestre
Amerikanske generalpostmestre eller United States Postmaster General er leder af det amerikanske postvæsen United States Postal Service. Posten er i en eller anden form ældre end USA's forfatning og Uafhængighedserklæringen. Benjamin Franklin blev udpeget af den Kontinentale Kongres til at være den første Postmaster General, en post han beklædte i lidt over 15 måneder.
Indtil 1971 var generalpostmesteren leder af Post Office Department (eller blot "Post Office" indtil 1820'erne). Fra 1829 til 1971 var generalpostmesteren medlem af præsidentens kabinet.
Posten som generalpostmester blev ofte givet til den nye præsidents kampagneleder eller en anden politisk støtte, og blev anset for noget af en sinecure. Postministeren havde ansvar for det regerende partis uddeling af støtte og embeder, og var en magtfuld stilling, som havde stor indflydelse i partiet. F.eks. brugte James Farley sin stilling som postminister under Franklin D. Roosevelt's New Deal til at belønne loyale partifolk i Kongressen, som støttede Roosevelts indledende "100 dages" levgivning med føderale embeder til deres stater. Føderale udnævnelser, bortset fra en lille håndfuld, blev gennemgået af Farley inden præsidenten kunne godkende udnævnelserne på grund af postministerens stilling.
I 1971 blev postvæsenet reorganiseret til United States Postal Service, et særligt agentur som var uafhængigt af den udøvende magt. Postministeren er således ikke længere medlem af præsidentens kabinet. Under den amerikanske borgerkrig havde Sydstaterne også et postvæsen, som var underlagt deres postminister John Henninger Reagan.
Den nuværende postminister er også administrerende direktør for U.S. Postal Service.

## Generalpostmestre under den Kontinentale Kongres
| Navn              | Dato for udnævnelse |
| ----------------- | ------------------- |
| Benjamin Franklin | 26 juli 1775        |
| Richard Bache     | 7. november 1776    |
| Ebenezer Hazard   | 28. januar 1782     |

## Generalpostmestre under den amerikanske forfatning, 1789–1971
| Navn                 | Hjemstat      | Dato for udnævnelse | Tjenestegørende under præsident(er) |
| -------------------- | ------------- | ------------------- | ----------------------------------- |
| Samuel Osgood        | New York      | 26. september 1789  | Washington                          |
| Timothy Pickering    | Massachusetts | 12. august 1791     | Washington                          |
| Joseph Habersham     | Georgia       | 25. februar 1795    | Washington, Adams, Jefferson        |
| Gideon Granger       | Connecticut   | 28. november 1801   | Jefferson, Madison                  |
| Return J. Meigs, Jr. | Ohio          | 17. marts 1814      | Madison, Monroe                     |
| John McLean          | Ohio          | 26. juni 1823       | Monroe, J. Q. Adams                 |

### Generalpostmestre med sæde i kabinettet
| Navn                   | Hjemstat         | Dato for udnævnelse | Tjenestegørende under præsident(er) |
| ---------------------- | ---------------- | ------------------- | ----------------------------------- |
| William T. Barry       | Kentucky         | 9. marts 1829       | Jackson                             |
| Amos Kendall           | Massachusetts    | 1. maj 1835         | Jackson, Van Buren                  |
| John M. Niles          | Connecticut      | 19. maj 1840        | Van Buren                           |
| Francis Granger        | New York         | 6. marts 1841       | W. H. Harrison, Tyler               |
| Charles A. Wickliffe   | Kentucky         | 13 september 1841   | Tyler                               |
| Cave Johnson           | Tennessee        | 6. marts 1845       | Polk                                |
| Jacob Collamer         | Vermont          | 8. marts 1849       | Taylor                              |
| Nathan K. Hall         | New York         | 23. juli 1850       | Fillmore                            |
| Samuel D. Hubbard      | Connecticut      | 31. august 1852     | Fillmore                            |
| James Campbell         | Pennsylvania     | 7. marts 1853       | Pierce                              |
| Aaron V. Brown         | Tennessee        | 6. marts 1857       | Buchanan                            |
| Joseph Holt            | Kentucky         | 14. marts 1859      | Buchanan                            |
| Horatio King           | Maine            | 12. februar 1861    | Buchanan                            |
| Montgomery Blair       | Maryland         | 5. marts 1861       | Lincoln                             |
| William Dennison       | Ohio             | 24. september 1864  | Lincoln, A. Johnson                 |
| Alexander W. Randall   | Wisconsin        | 25. juli 1866       | A. Johnson                          |
| John A. J. Creswell    | Maryland         | 5. marts 1869       | Grant                               |
| James W. Marshall      | Pennsylvania     | 3. juli 1874        | Grant                               |
| Marshall Jewell        | Connecticut      | 24. august 1874     | Grant                               |
| James N. Tyner         | Indiana          | 12. juli 1876       | Grant                               |
| David M. Key           | Tennessee        | 12. marts 1877      | Hayes                               |
| Horace Maynard         | Tennessee        | 2. juni 1880        | Hayes                               |
| Thomas L. James        | New York         | 5. marts 1881       | Garfield, Arthur                    |
| Timothy O. Howe        | Wisconsin        | 20. december 1881   | Arthur                              |
| Walter Q. Gresham      | Indiana          | 3. april 1883       | Arthur                              |
| Frank Hatton           | Iowa             | 14. oktober 1884    | Arthur                              |
| William F. Vilas       | Wisconsin        | 6. marts 1885       | Cleveland                           |
| Donald M. Dickinson    | Michigan         | 6. januar 1888      | Cleveland                           |
| John Wanamaker         | Pennsylvania     | 5. marts 1889       | B. Harrison                         |
| Wilson S. Bissell      | New York         | 6. marts 1893       | Cleveland                           |
| William L. Wilson      | West Virginia    | 1. marts 1895       | Cleveland                           |
| James A. Gary          | Maryland         | 5. marts 1897       | McKinley                            |
| Charles Emory Smith    | Pennsylvania     | 21. april 1898      | McKinley, T. Roosevelt              |
| Henry C. Payne         | Wisconsin        | 9. januar 1902      | T. Roosevelt                        |
| Robert J. Wynne        | Washington, D.C. | 10. oktober 1904    | T. Roosevelt                        |
| George B. Cortelyou    | New York         | 6. marts 1905       | T. Roosevelt                        |
| George von L. Meyer    | Massachusetts    | 15. januar 1907     | T. Roosevelt                        |
| Frank H. Hitchcock     | Ohio             | 5. marts 1909       | Taft                                |
| Albert S. Burleson     | Texas            | 5. marts 1913       | Wilson                              |
| Will H. Hays           | Indiana          | 5. marts 1921       | Harding                             |
| Hubert Work            | Colorado         | 4. marts 1922       | Harding                             |
| Harry S. New           | Indiana          | 27. februar 1923    | Harding, Coolidge                   |
| Walter F. Brown        | Ohio             | 5. marts 1929       | Hoover                              |
| James A. Farley        | New York         | 4. marts 1933       | F. Roosevelt                        |
| Frank C. Walker        | Montana          | 10. september 1940  | F. Roosevelt, Truman                |
| Robert E. Hannegan     | Missouri         | 8. maj 1945         | Truman                              |
| Jesse Monroe Donaldson | Illinois         | 16. december 1947   | Truman                              |
| Arthur E. Summerfield  | Michigan         | 21. januar 1953     | Eisenhower                          |
| J. Edward Day          | Illinois         | 21. januar 1961     | Kennedy                             |
| John A. Gronouski      | Wisconsin        | 30. september 1963  | Kennedy, L. Johnson                 |
| Lawrence F. O'Brien    | Massachusetts    | 3. november 1965    | L. Johnson                          |
| W. Marvin Watson       | Texas            | 26. april 1968      | L. Johnson                          |
| Winton M. Blount       | Alabama          | 22. januar 1969     | Nixon                               |

## Generalpostmestre for U.S. Postal Service, 1971–
| Navn                 | Dato for udnævnelse |
| -------------------- | ------------------- |
| Winton M. Blount     | 1. juli 1971        |
| E. T. Klassen        | 1. januar 1972      |
| Benjamin F. Bailar   | 16. februar 1975    |
| William F. Bolger    | 15. marts 1978      |
| Paul N. Carlin       | 1. januar 1985      |
| Albert Vincent Casey | 7. januar 1986      |
| Preston Robert Tisch | 16. august 1986     |
| Anthony M. Frank     | 1. marts 1988       |
| Marvin Travis Runyon | 6. juli 1992        |
| William J. Henderson | 16. maj 1998        |
| John E. Potter       | 1. juni 2001        |
| Patrick R. Donahoe   | 14. januar 2011     |
| Megan Brennan        | 1. februar 2015     |
| Louis DeJoy          | 15. juni 2020       |